# Альберико I Чибо-Маласпина
Альбери́ко I Чи́бо-Маласпи́на (итал. Alberico I Cybo-Malaspina; 28 Февраля 1534, Генуя, Генуэзская республика — 18 января 1623, Масса, маркграфство Масса) — аристократ из рода Чибо-Маласпина. Князь Массы и маркграф Каррары в 1568—1623 годах. Герцог Ферентилло в 1619—1623 годах.

## Биография

### Ранние годы
Родился в Генуе 28 февраля 1534 года. Альберико был вторым сыном Лоренцо Чибо, графа Ферентилло и Риччарды Маласпина, маркграфини Массы и сеньоры Каррары, основателей дома Чибо-Маласпина. После трагической смерти в 1548 году старшего брата Джулио I и смерти их матери в 1553 году, 17 февраля 1554 года официально наследовал все владения дома под именем Альберико I. Карл V предоставил ему имперскую инвеституру, хотя он ещё не достиг совершеннолетнего возраста в двадцать пять лет.
В том же 1554 году поступил на службу в звании лейтенанта к герцогу Гвидобальдо II делла Ровере, капитан-генералу армии папского государства. Попытка Альберико в 1555 году учредить в Массе епископскую кафедру успеха не имела. Во время Сиенской войны, по приказу Козимо Медичи, герцога Флоренции, под командованием Альберико в составе имперской армии выступила тысяча пехотинцев. В отличие от матери, он поддерживал дружеские отношения с домом Медичи. В 1565 году был гостем на свадьбе наследного принца Франческо.

### В Мадриде и Риме
Хорошие отношения с правителями Флоренции и Урбино помогли ему попасть ко двору Филиппа II, короля Испании. В 1558 году при дворе в Мадриде он получил звание камергера и двести золотых скуди, вместе с другими привилегиями, включая честь представлять испанского короля при дворе в Париже по случаю смерти короля Генриха II и официально выразить соболезнования его вдове Екатерине Медичи. Альберико надеялся получить титул испанского гранда, но надежды его не оправдались.
В 1559 году, воспользовавшись избранием нового римского папы Пия IV, он выехал из Мадрида в Рим. Римский папа, представитель дома Медичи, назначил его губернатором сеньории Монтелеоне, граничившей с графством Ферентилло, владением самого Альберико. 25 февраля 1560 года император Фердинанд I даровал феодам Масса и Каррара «привилегию защиты и обороны», а 2 мая того же года и «привилегию монетного двора».

### В Массе и Карраре
После пребывания в Мадриде и Риме вернулся в свои владения и поселился в Массе, которую значительно перестроил. Этот период в истории города получил название «Масса Чибо», или «Масса Нуова». Альберико обеспечил нужды населения через ряд общественных работ: строительство крепостных стен, мощение улиц и площадей, реконструкции храмов и дворцов. Из-за украшенных фресками и граффити зданий, современники называли город «Масса Пикта», то есть «Масса Разукрашенная». Для проведения этих работ Альберико пригласил мастеров из Генуи и Флоренции, где в то время подобный способ украшения городской застройки имел широкое распространение. 
23 августа 1568 года император Максимилиан II возвел Массу в достоинство княжества, а Каррару в достоинство маркграфства, присвоив Альберико и его наследникам титул князей Священной Римской империи. Другое официальное признание своих заслуг, прозвище «Прославленный», он получил от императора Рудольфа II дипломом от 17 июня 1588 года, предоставившим ему титул пфальцграфа Священной Римской империи с правом внесения в фамильный герб двуглавого имперского орла и девиза «Libertas» (рус. Свобода). Фердинанд II дипломом от 25 августа 1620 года возвел Массу в ранг имперского города.
Альберико умер в Массе 18 января 1623 года. Согласно завещанию покойного, его похоронили в церкви Святого Франциска в Массе. После смерти Альберико новым правителем стал внук князя и маркграфа от старшего сына, который умер при его жизни.

### Браки и потомство
В 1552 году Альберико сочетался браком с Елизаветой делла Ровере (1529 — 6.06.1521), дочерью Франческо Марии I делла Ровере, герцога Урбино и Элеоноры Гонзага. Она всегда поддерживала супруга, особенно в первые годы его правления. В их браке родился всего один ребёнок:
- Альдерано[итал.] (9.12.1552 — 16.10.1606), маркграф Каррары (титул учтивости), 30 января 1580 года сочетался браком с Марфизой д’Эсте (1554 — 16.10.1608), дочерью Франческо д’Эсте и внучкой Альфонсо I д’Эсте, герцога Феррары, Модены и Реджо и Лукреции Борджиа.

В 1563 году Альберико снова сочетался браком с Изабеллой Ди Капуа (1546 — 1575), дочерью Винченцо Ди Капуя, герцога Тремоли. В этом браке у него родились четверо детей:
- Элеонора (19.09.1564 — 8.10.1585), герцогиня Эволи;
- Лукреция (11.10.1565 — 1607), невеста Эрколе Сфондрати, племянника римского папы Григория XIV;
- Катерина (19.10.1567 — 1610);
- Ферранте (26.02.1568 — 1593), маркграф Айелло.

У Альберико также было пять незаконнорожденных детей:
- Виктория (1555 — 12.03.1587);
- Франческо (1563 — 1629), принял монашеский постриг;
- Мария (4.03.1582 — 1633);
- Анджело (1590 — 1673);
- Мауриций (4.09.1600 — ?), принял монашеский постриг.